# Efferia armata
Efferia armata este o specie de muște din genul Efferia, familia Asilidae. A fost descrisă pentru prima dată de James Stewart Hine în anul 1918. Conform Catalogue of Life specia Efferia armata nu are subspecii cunoscute.